# Лондонский столичный университет
Лондонский столичный университет (англ. London Metropolitan University) — высшее учебное заведение в Лондоне. Образован 1 августа 2002 года путём объединения Лондонского гилдхоллского университета и Университета Северного Лондона. Университет имеет отделения в Лондон-сити и в Ислингтоне, собственные архивы, библиотеки и музей.

## История
Лондонский столичный университет был образован 1 августа 2002 года в результате слияния Лондонского гилдхоллского университета с Университетом Северного Лондона. Изменение названия объединённого университета было утверждено Тайным советом Великобритании. В октябре 2006 года университет открыл новый Центр науки, объект включает в себя «Супер Лабораторию», утверждая, что это один из самых современных объектов науки преподавания Европы на 280 рабочих места с цифровым аудио визуальным интерактивным оборудованием. Почётный президент, имеющий учёное звание профессора — сэр Родерик Флауд.

## Кампусы

### Кампус в Лондон-сити
Кампус в Лондон-сити расположен на месте бывшей ратуши London Guildhall University (англ.), около станций Олдгейт-Ист, Тауэр-Хилл и Ливерпуль-стрит Лондонского метро.
Есть здания, расположенные на Minories, Jewry Street, Central House, Moorgate, Whitechapel High Street, Calcutta House, Commercial Road и Goulston Street. Существует спортивный центр для использования сотрудниками и студентами в Whitechapel High St. building, хотя существуют также несколько частных спортивных центров поблизости.

### Северный кампус
Северный кампус находится на месте бывшего Университета Северного Лондона на Holloway Road, рядом станции метро Holloway Road и Highbury & Islington .
Кампус начал своё существование в 1896 году как Северный политехнический институт. К 1900 году число студентов удвоилось.
В начале 1970-х годов Северной политехнический институт слился с Северо-Западным политехническим институтом, который был создан в 1929 году; в 1992 году тот стал Политехническим университетом Северного Лондона.

## Профиль
Лондонский столичный университет является крупнейшим в Лондоне специализированное высшее учебное учреждение дистанционного образования, где обучается более 28 525 студентов и со зданиями, распространёнными по всему центру Лондона. Университет предлагает 485 курсов и имеет самый большой выбор курсов в Лондоне В университете около 7000 иностранных студентов из более чем 155 различных стран.. В 2005/2006 году Лондонский столичный университет занял третье место по популярности университетов в Великобритании для иностранных студентов.

### Кафедры
Университет в настоящее время состоит из следующих факультетов и школ:
- Faculty of Architecture and Spatial Design
- Sir John Cass Faculty of Art, Media and Design

- London Metropolitan Polymer Centre

- London Metropolitan Business School
- Faculty of Computing
- Faculty of Life Sciences

- School of Psychology
- School of Human Sciences

- Faculty of Social Sciences and Humanities

- School of Applied Social Sciences
- School of Humanities, Arts and Languages
- School of Education

- Faculty of Law, Governance and International Relations

### Стипендии
Каждый год Лондонский столичный университет инвестирует более 700 тысяч фунтов стерлингов в стипендиальную программу, чтобы помочь студентам-отличникам, а также студентам с выдающимися достижениями в различных спортивных дисциплинах, финансировать их образование. Лондонский столичный университет предлагает Merit Scholarship Programme и дает £ 1000 для всех иностранных студентов, которые достигли «А» класса во время обучения любого курса бакалавриата в этом университете. Лондонский столичный университет также предлагает несколько стипендий в области спорта, таких как хоккей, теннис и баскетбол.

### Программы обучения за рубежом
Лондонский столичный университет имеет несколько программ по обмену студентами с учебными заведениями в США и Европе, при финансовой поддержке для тех, кто участвует в программе Erasmus.

## Международные офисы
| Город          | Страна    |
| -------------- | --------- |
| Дакка          | Бангладеш |
| Брюссель       | Бельгия   |
| Пекин          | Китай     |
| Дели и Ченнай  | Индия     |
| Лагос          | Нигерия   |
| Лахор и Карачи | Пакистан  |
| Гавана         | Куба      |

## Россия
В Уральском институте управления РАНХиГС (бывш. УрАГС) с 1 сентября 2006 года открыта подготовка по совместной с Лондонским столичным университетом программе с присвоением международной степени магистра (MA Public Administration International) и степени магистра по «Государственному и муниципальному управлению». Международная программа подготовки магистров разработана при поддержке проекта BRIDGE (British Degrees in Russia) и проекта TEMPUS.